# Lista över Tunisiens presidenter
Tunisiens president är landets statschef.
Nedan följer en lista över Tunisiens presidenter sedan självständigheten från Frankrike 1956.

## Tunisiens presidenter
| Nr | President | President                         | Tillträde        | Avgång           | Parti                  | Val                      | Noteringar |
| Nr | Porträtt  | Namn                              | Tillträde        | Avgång           | Parti                  | Val                      | Noteringar |
| -- | --------- | --------------------------------- | ---------------- | ---------------- | ---------------------- | ------------------------ | --- |
| 1  |           | Habib Bourguiba 1903–2000         | 25 juli 1957     | 7 november 1987  | ND/PSD                 | 1959 1964 1969 1974      | Proklamerades president på livstid år 1975, avsatt på grund av hälsoskäl och hög ålder                                   |
| 2  |           | Zine El Abidine Ben Ali 1936–2019 | 7 november 1987  | 14 januari 2011  | PSD/RCD                | 1989 1994 1999 2004 2009 | Flydde landet under Tunisiska revolutionen                                                                               |
| —  |           | Mohamed Ghannouchi 1941–          | 14 januari 2011  | 15 januari 2011  | RCD                    | —                        | Tillförordnad president. Självutnämnd tillförordnad president under några timmar, tidigare Premiärminister under Ben Ali |
| —  |           | Fouad Mebazaa 1933–2025           | 15 januari 2011  | 13 december 2011 | Oberoende tidigare RCD | —                        | Tillförordnad president. Efterträdde Ben Ali som den konstitutionella efterträdaren, tidigare talman för parlamentet     |
| 3  |           | Moncef Marzouki 1945–             | 13 december 2011 | 31 december 2014 | CPR                    | 2011                     | Interims president. Vald av den Konstituerande församlingen                                                              |
| 4  |           | Beji Caid Essebsi 1926–2019       | 31 december 2014 | 2019             | Nidaa Tounes           | 2014                     | |
| 5  |           | Kaïs Saïed 1958–                  | 2019             |                  |                        | 2019                     | |